# Parafia św. Wojciecha i Matki Bożej Różańcowej w Nieliszu
Parafia Świętego Wojciecha i Matki Bożej Różańcowej w Nieliszu – parafia rzymskokatolicka należąca do dekanatu Szczebrzeszyn diecezji zamojsko-lubaczowskiej. Została utworzona w 1753. Mieści się pod numerem 196. Prowadzą ją księża diecezjalni.
Do parafii należą wierni z następujących miejscowości: Gruszka Duża, Gruszka Mała Pierwsza, Gruszka Mała Druga, Nawóz, Nielisz